# Grauer Knurrhahn
Der Graue Knurrhahn (Eutrigla gurnardus) ist eine Art der Knurrhähne innerhalb der Barschartigen. Sein Verbreitungsgebiet reicht von Norwegen und Island bis Nordafrika, zudem ist er in der Nordsee, der westlichen Ostsee, im Mittelmeer und im Schwarzen Meer anzutreffen.

## Merkmale
Der Graue Knurrhahn besitzt einen langgestreckten, kegelförmigen Körper mit einem großen Kopf, der nach hinten schmaler wird. Er erreicht eine Körperlänge von durchschnittlich 30 Zentimeter, die Maximallänge kann bis zu 60 Zentimeter betragen. Der Kopf besitzt ein großes, sehr breites und endständiges Maul mit fleischigen Lippen. Der Kopf ist mit zahlreichen Leisten gepanzert. Der Rücken und die Flanken sind dunkelgrau und durch eine gelbe und eine weiße Seitenlinie gezeichnet, der Bauch ist weiß. Im Mittelmeer sind die Tiere rötlichbraun oder braun.
Die Brustflossen sind flügelartig ausgebildet, die vordersten drei Hartstrahlen besitzen keine Flossenhaut und sind als einzeln stehende Strahlen frei beweglich. Die Bauchflossen sind kehlständig. Die Rückenflosse ist geteilt, die vordere Rückenflosse besteht aus 8 bis 9 Hartstrahlen, die zweite aus 19 bis 20 Weichstrahlen. Die Afterflosse besitzt 17 bis 21 Weichstrahlen und die Brustflosse neben den 3 einzeln stehenden Hartstrahlen 10 bis 11 Weichstrahlen.

## Verbreitung
Der Graue Knurrhahn ist im nordöstlichen Atlantik von Norwegen und Island bis Nordafrika verbreitet, zudem ist er in der Nordsee, der westlichen Ostsee, im Mittelmeer und im Schwarzen Meer anzutreffen.

## Lebensweise
Der Fisch lebt vor allem auf Sand- und Schlammboden in 5 bis 200 Metern Tiefe, wo er sich von Krebstieren, Weichtieren und kleinen Fischen ernährt. Im Sommer lebt er in Küstennähe und dringt bis in das Brackwasser von Flussmündungen vor. Namensgebend für die Familie ist die Fähigkeit, knurrende oder grunzende Geräusche von sich zu geben. Diese Geräusche erzeugen die Fische mittels eines Muskels der die zweikammerige Schwimmblase zum Vibrieren bringt.
Die Laichzeit fällt in den Januar bis Juni. Die 200.000 bis 300.000 Eier werden in das Freiwasser abgegeben und schweben aufgrund von eingelagerten Öltröpfchen im Oberflächenwasser. Die Fischlarven, die nach 5 Tagen schlüpfen, bleiben ebenfalls im Plankton und geht ab einer Länge von etwa 3 Zentimeter zum Bodenleben über.

## Bedeutung für den Menschen
Knurrhähne sind beliebte und qualitativ sehr hochwertige Speisefische.

## Belege
1. 1 2 3  Grauer Knurrhahn auf Fishbase.org (englisch)
2. 1 2 3 4 5 6  Andreas Vilcinskas: Fische - Mitteleuropäische Süßwasserarten und Meeresfische der Nord- und Ostsee. BLV Verlagsgesellschaft, München 2000; S. 170. ISBN 3-405-15848-6.